# Helicogonium vogesiacum
Helicogonium vogesiacum är en svampart som beskrevs av Baral 1999. Helicogonium vogesiacum ingår i släktet Helicogonium och familjen Endomycetaceae.   Inga underarter finns listade i Catalogue of Life.